# Bala de borracha

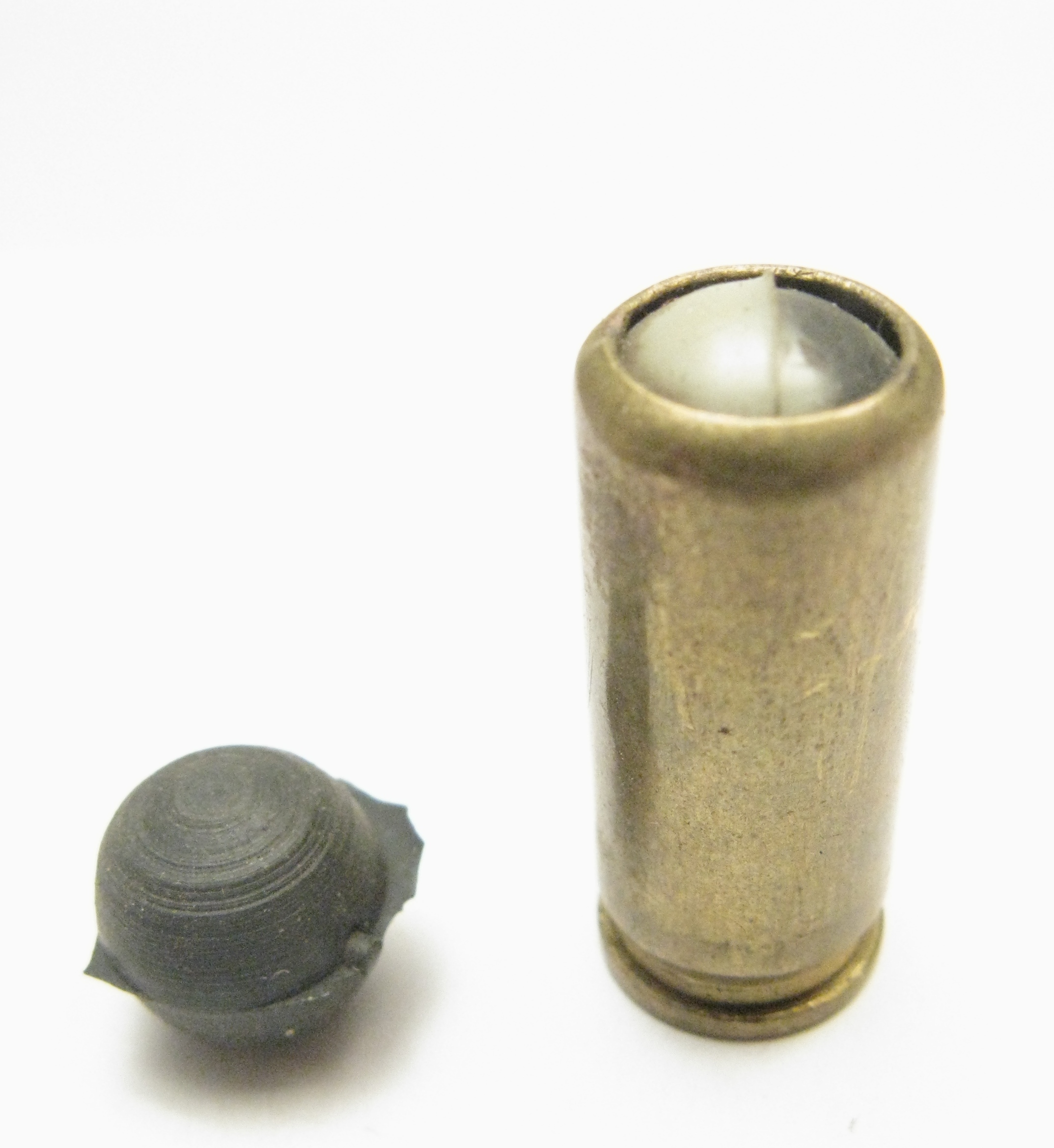
Cartucho de bala de borracha de 9 mm.

Bala de borracha é a designação de projéteis de borracha ou revestidos de borracha que podem ser disparados de armas de fogo padrão ou armas de choque dedicadas. São apresentados como uma alternativa não letal aos projéteis de metal. Como outros projéteis semelhantes feitos de plástico, cera e madeira, as balas de borracha podem ser usadas para práticas de curto alcance e controle de animais, mas são mais comumente associadas ao uso no controle de motins e à dispersão de manifestações de massa. Esses tipos de projéteis podem ser chamados de "bastão". Projéteis de borracha foram amplamente substituídos por outros materiais, pois a borracha tende a saltar incontrolavelmente.
Tais "munições de impacto cinético" devem causar dor, mas não ferimentos graves. Espera-se que produzam contusões, abrasões e hematomas. No entanto, eles podem causar fraturas ósseas, lesões em órgãos internos ou morte. Em um estudo de lesões em 90 pacientes feridos por balas de borracha, 2 morreram, 18 sofreram deficiências ou deformidades permanentes e 44 necessitaram de tratamento hospitalar após serem atingidos por balas de borracha.
As balas de borracha foram inventadas pelo Ministério da Defesa britânico, para uso na Irlanda do Norte, durante os conflitos conhecidos como The Troubles,  e foram usadas pela primeira vez em 1970.